# DNMT3L
DNMT3L (англ. DNA methyltransferase 3 like) – білок, який кодується однойменним геном, розташованим у людей на короткому плечі 21-ї хромосоми. Довжина поліпептидного ланцюга білка становить 386 амінокислот, а молекулярна маса — 43 583.
| 10         |  | 20         |  | 30         |  | 40         |  | 50         |
| ---------- |  | ---------- |  | ---------- |  | ---------- |  | ---------- |
| MAAIPALDPE |  | AEPSMDVILV |  | GSSELSSSVS |  | PGTGRDLIAY |  | EVKANQRNIE |
| DICICCGSLQ |  | VHTQHPLFEG |  | GICAPCKDKF |  | LDALFLYDDD |  | GYQSYCSICC |
| SGETLLICGN |  | PDCTRCYCFE |  | CVDSLVGPGT |  | SGKVHAMSNW |  | VCYLCLPSSR |
| SGLLQRRRKW |  | RSQLKAFYDR |  | ESENPLEMFE |  | TVPVWRRQPV |  | RVLSLFEDIK |
| KELTSLGFLE |  | SGSDPGQLKH |  | VVDVTDTVRK |  | DVEEWGPFDL |  | VYGATPPLGH |
| TCDRPPSWYL |  | FQFHRLLQYA |  | RPKPGSPRPF |  | FWMFVDNLVL |  | NKEDLDVASR |
| FLEMEPVTIP |  | DVHGGSLQNA |  | VRVWSNIPAI |  | RSRHWALVSE |  | EELSLLAQNK |
| QSSKLAAKWP |  | TKLVKNCFLP |  | LREYFKYFST |  | ELTSSL     |  |            |

A: Аланін

C: Цистеїн

D: Аспарагінова кислота

E: Глутамінова кислота

F: Фенілаланін

G: Гліцин

H: Гістидин

I: Ізолейцин

K: Лізин

L: Лейцин

M: Метіонін

N: Аспарагін

P: Пролін

Q: Глутамін

R: Аргінін

S: Серин

T: Треонін

V: Валін

W: Триптофан

Задіяний у таких біологічних процесах, як диференціація клітин, сперматогенез, альтернативний сплайсинг. 
Білок має сайт для зв'язування з іонами металів, іоном цинку. 
Локалізований у ядрі.